# Bullhead Pond
Bullhead Pond là một hồ nhỏ ở phía đông bắc Wilmurt ở quận Herkimer, New York.